# Sepoy-oprøret
 Der er for få eller ingen kildehenvisninger i denne artikel, hvilket er et problem. Du kan hjælpe ved at angive troværdige kilder til de påstande, som fremføres i artiklen.

Sepoy-oprøret betegner et oprør mod det britiske styre i Indien 1857-58 foranlediget af sårede religiøse følelser og manglende respekt for lokale sociale rettigheder. Oprøret eller den lange stribe af opstande, som oprøret bestod af, var iværksat af bl.a. den store gruppe af indiske soldater, der gik under den samlede betegnelse sepoys, og som var lejet til at gøre tjeneste i Det britiske Ostindiske kompagni.
Det store britiske handelskompagnis hensynsløse fremfærd for at øge de britiske besiddelser i Indien og europæisere de koloniserede områder skabte stor modstand. Den umiddelbare årsag til udbrud af oprøret var vedholdende, og hurtigt spredte rygter om, at geværkuglerne, som sepoy-regimenterne anvendte, var indsmurt i en blanding af okse- og svinefedt. De anvendte geværtyper var forladere, og når soldaterne ladede geværet, holdt de kuglen i munden, mens de hældte krudtet i geværet. Men var kuglen indsmurt i okse- og svinefedt, blev både hinduernes og muslimernes religiøse forskrifter overtrådt.
Oprøret spredtes hurtigt til stort set alle britisk kontrollerede dele af Indien, og kampene var specielt hårde i den nordlige del, hvor der fandt voldsomme opgør og massakrer sted i bl.a. Cawnpore i 1857 og i Lucknow i 1858. Den nepalesiske hersker Jung Bahadur Rana fra Gurkha-regeringen i Nepal så en mulighed for at indgå alliance med englænderne og støttede nedkæmpningen af oprøret i Lucknow. Det var med til at give Nepal visse nationale fordele, lige som der blev indgået en aftale om leverance af Gurkha-soldater til de britiske regimenter i Indien.
Efter at oprøret var nedkæmpet, blev Det britiske Ostindiske kompagni opløst, og den britiske regering og parlamentet i London overtog den direkte kontrol over området.